# Friedrich von Zu Rhein

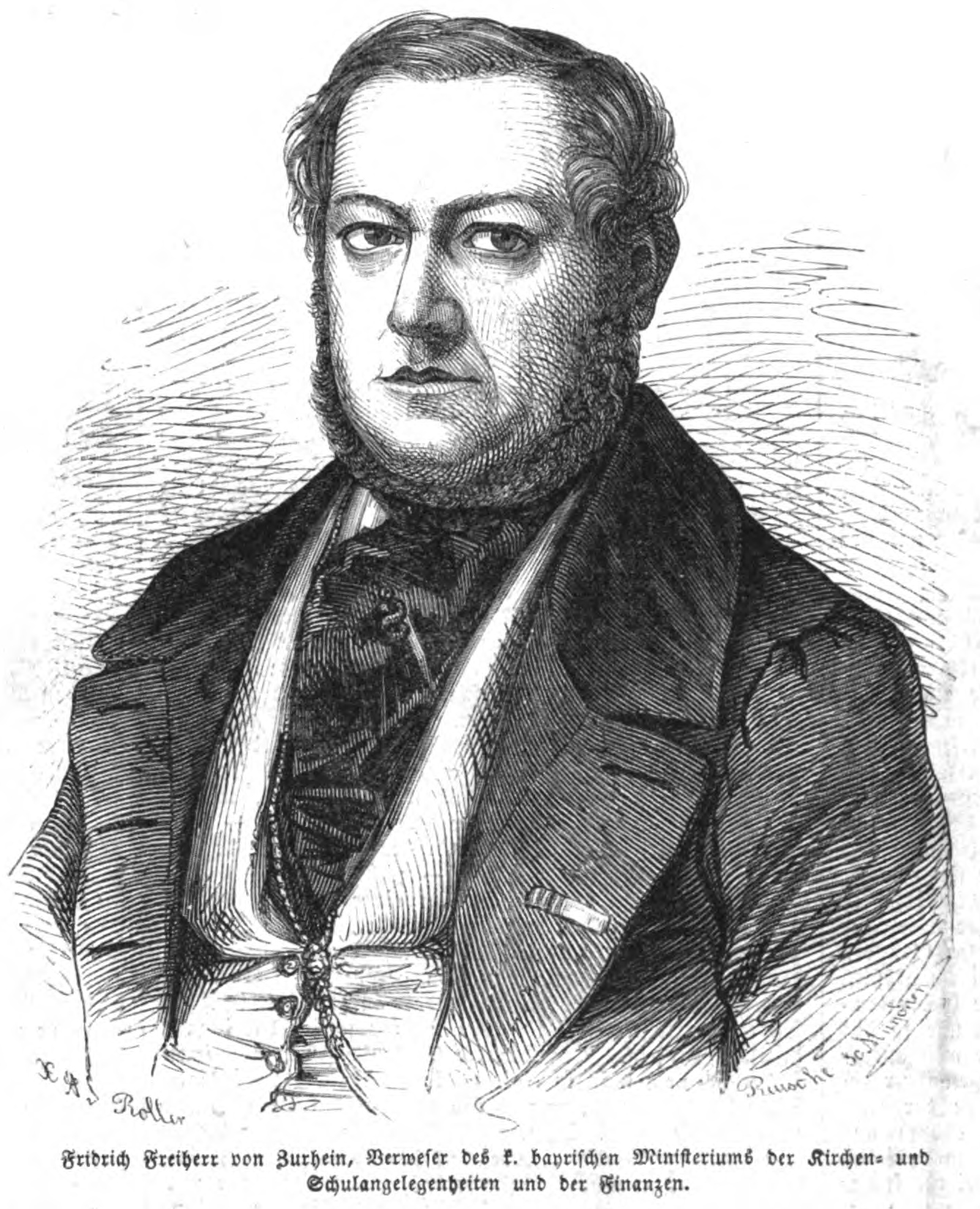
Friedrich Carl Freiherr von Zu Rhein. Grafik von Roller, 1847.

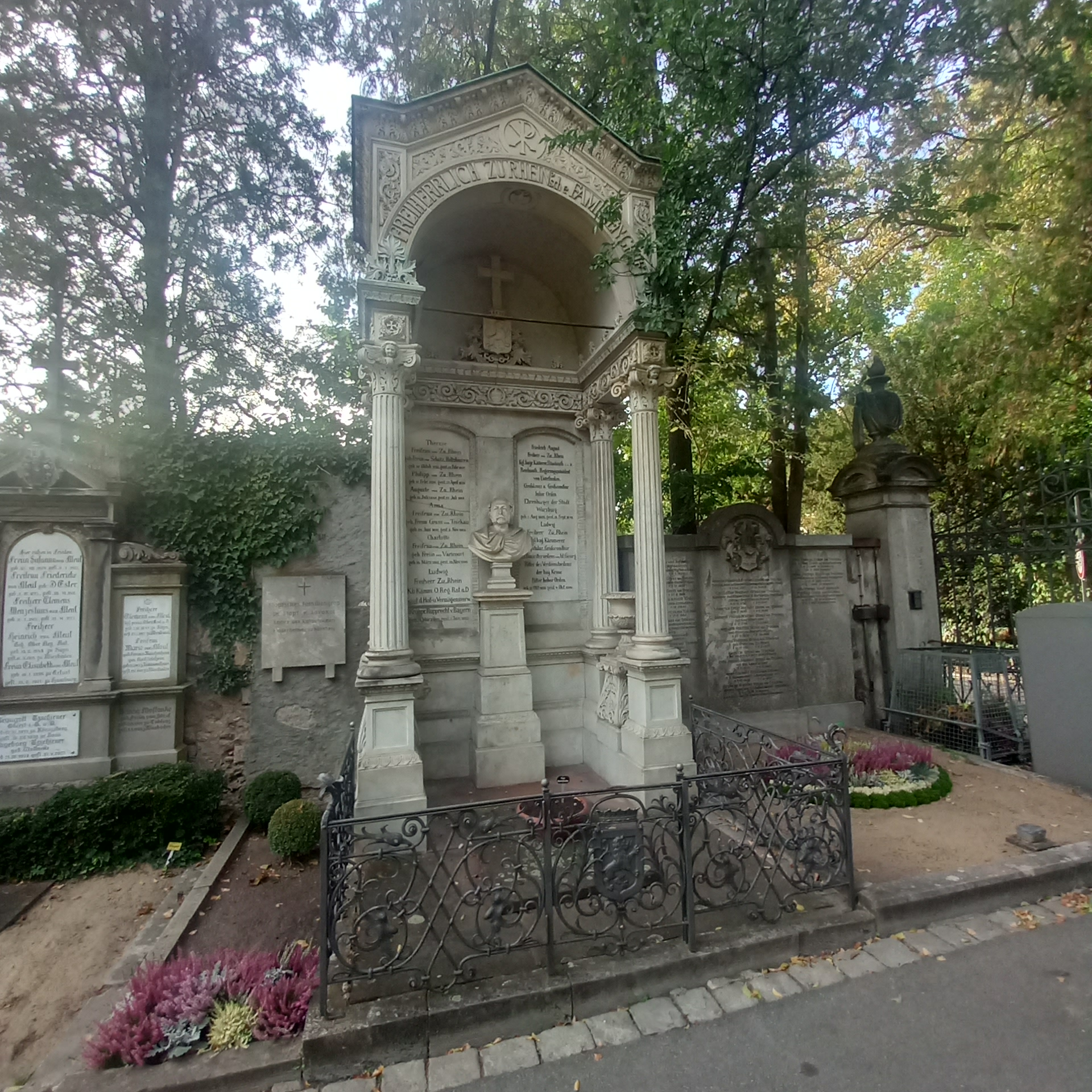
Das Grab von Friedrich von Zu Rhein im Familiengrab auf dem Hauptfriedhof Würzburg

Friedrich Carl August Freiherr von Zu Rhein (* 7. Februar 1802 in Würzburg; † 15. September 1870 ebenda) war ein königlich bayerischer Verwaltungsbeamter und Jurist. Er war Regierungspräsident der Oberpfalz und von Unterfranken und zeitweilig Ministerverweser im bayerischen Kabinett.

## Leben
Während seines Studiums wurde er 1819 Mitglied der Alten Würzburger Burschenschaft.
Nach Abschluss seines Jurastudiums wurde Zu Rhein, der katholischer Konfession war, im Jahre 1832 zum Oberkirchen- und Schulrat beim Obersten Kirchen- und Schulrat ernannt. 1838 wurde er zum Oberappellationsgerichtsrat berufen.
Von 1840 bis 1841 war er Regierungsdirektor bei der Regierung von Schwaben.
1841 wurde er erstmals zum Regierungspräsidenten des Regierungsbezirks Oberpfalz und Regensburg ernannt und übte dieses Amt bis zu seiner Berufung ins Kabinett Anfang 1847 aus.
1842 wurde Zu Rhein von König Ludwig I. in die Kammer der Reichsräte berufen, der er bis zu seinem Tode angehörte. Dort übte er von 1842 bis 1846 die Funktion des Zweiten Sekretärs aus, von 1848 bis 1849 war er Vizepräsident und saß in mehreren Ausschüssen.
1848 war er Mitglied des Vorparlaments.
Im Februar bat die von Karl von Abel geleitete Staatsregierung um ihre Entlassung, um gegen König Ludwigs Ansinnen, die Tänzerin Lola Montez einzubürgern, zu protestieren. Daraufhin ernannte der König am 1. März das von Staatsrat Georg Ludwig von Maurer geleitete „Ministerium der Morgenröte“, in dem Zu Rhein als Ministerverweser die Leitung der Staatsministerien für Kirchen- und Schulangelegenheiten und für Finanzen übernahm. Gleichzeitig wurde er zum Staatsrat im ordentlichen Dienst ernannt. Am 29. November des Jahres entließ der König auch dieses Kabinett und bildete am 1. Dezember das „Lola-Ministerium“ unter dem Vorsitz von Ludwig von Oettingen-Wallerstein.
Zeitgleich kehrte Zu Rhein (nun Staatsrat im außerordentlichen Dienst) in sein vormaliges Amt als Regierungspräsident der Oberpfalz und Regensburg zurück. 1849 wurde er nach Würzburg versetzt, wo er bis 1868 dem Regierungsbezirk Unterfranken und Aschaffenburg vorstand. Von 1868 bis 1870 gehörte er als Abgeordneter des Wahlkreises Unterfranken 6 (Würzburg) dem Zollparlament an, in dem er die Richtung der Bayerischen Patriotenpartei vertrat.
Er war auch als Gelegenheitsdichter bekannt.

## Ehrungen
1847: Ehrenbürger der Stadt Regensburg